# Valakiet

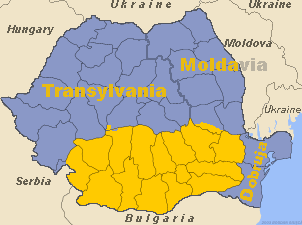
Karta över Rumänien med Valakiet markerat i gult.

Karta över Valakiet från 1771.

Valakiet (rumänska: Ţara Românească, ”Rumänska landet”) är ett historiskt landskap i Rumänien, beläget mellan Transsylvanska alperna och Donau. 
Namnet Valakiet kommer från ordet ”vlach”, som kan vara av germanskt eller slaviskt ursprung men är omtvistat. Under medeltiden benämndes området Vlasjko av bulgarer, medan Ungern traditionellt benämner det Havasalföld, vilket betyder ”det snöiga låglandet”. Äldre ungerska källor kallar området Havaselve, ”landet bortom de snöiga bergen”. Floden Olt delar Valakiet itu: Oltenien (eller Lilla Valakiet) och Muntenien (Stora Valakiet).

## Historia
Valakiet blev på 1300-talet ett furstendöme genom Basarab I, stamfader för huset Basarab, till vilken Vlad Tepes hörde, den historiska person som legenden om greve Dracula bygger på. År 1859 slogs Valakiet, av Alexandru Ioan Cuza, samman med furstendömet Moldavien till staten Rumänien och utgör sedan dess landets södra del. 